# Apamea brunnea
Apamea brunnea är en fjärilsart som beskrevs av John Henry Leech 1900. Apamea brunnea ingår i släktet Apamea och familjen nattflyn. Inga underarter finns listade i Catalogue of Life.